# Французская ядерная программа
Ядерная программа Франции (военная часть атомного проекта Франции) — фундаментальные исследования, разработка технологий и практическая их реализация во Франции, направленные на создание оружия массового поражения с использованием ядерной энергии. Мероприятия были стимулированы деятельностью в этом направлении научных учреждений и военной промышленности других стран, сформировавших к середине 1950-х годов так называемый «ядерный клуб» — США, СССР и Великобритании.
Создание французских сил ядерного сдерживания было основано на национальной программе ядерных испытаний, которая началась 13 февраля 1960 года и завершилась 27 января 1996 года.
В 2012 году Стратегические морские силы Франции насчитывали четыре атомных подводных лодки, оснащенных стратегическими баллистическими ракетами класса «море-поверхность». Стратегические ВВС Франции используют усовершенствованные ракеты средней дальности класса «воздух-земля» с ядерными боеголовками на истребителях «Мираж 2000», расположенных на авиабазе 125 в Истр-Ле-Тюбе. Эти ракеты также могут нести на борту многоцелевые истребители Дассо «Рафаль», базирующиеся на 113-й авиабазе Сен-Дизье-Робинсон, и на самолётах авианосца «Шарль де Голль».

## Научные исследования (1895—1945)

### Истоки (1895—1903)

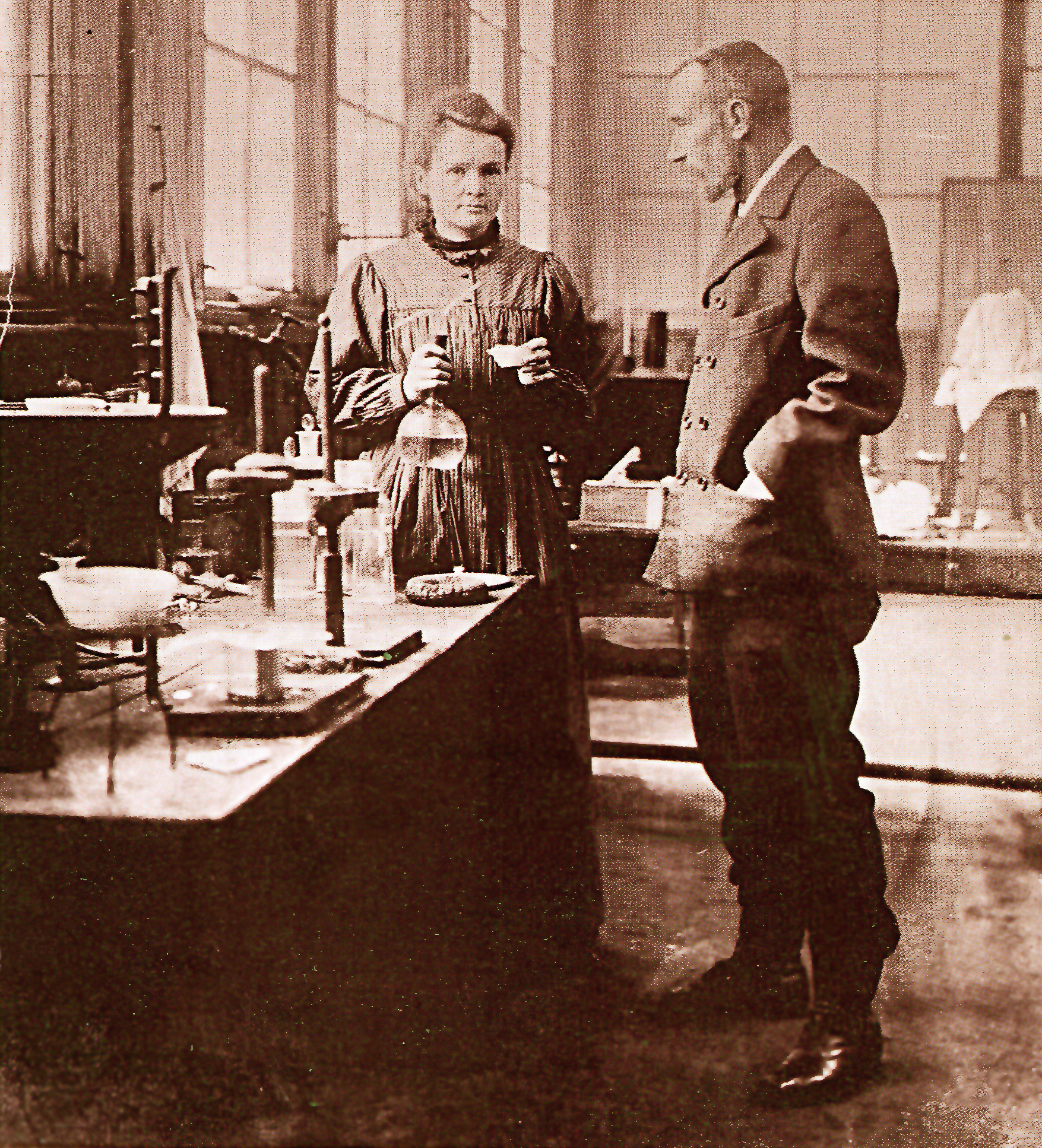
Пьер и Мария Кюри в своей лаборатории, приблизительно 1900 год.

Научные исследования атомной энергии ведут начало с открытия рентгеновских лучей немецким физиком Вильгельмом Рентгеном, которое произошло 8 ноября 1895 года в Вюрцбурге. Рентген обнаружил странное бледное свечение, исходящее от экрана, случайно помещенного на стол, расположенный на некотором расстоянии от трубки Крукса. Учёный быстро понял, что это новое излучение происходит от столкновений электронов с атомами в положительном электроде (катоде), когда электрический ток проходит через электронно-лучевую трубку. Во Франции Анри Беккерель, исследуя работу Рентгена, завернул флюоресцирующий материал — уранилсульфат калия в непрозрачный материал вместе с фотопластинками, с тем, чтобы приготовиться к эксперименту, требующему яркого солнечного света. Однако ещё до осуществления эксперимента Беккерель обнаружил, что фотопластинки были полностью засвечены. Учёный предположил, что обнаружил разновидность фосфоресценции, но не обычной, а «невидимой и долгосрочной». Он назвал это излучение «урановыми лучами». Исследования Беккереля стали фундаментом для работ Пьера и Марии Кюри.
Пьер и Мария Кюри пытались найти объяснение феномена, открытого Рентгеном, и «урановых лучей» Беккереля. Они обрабатывали сотни килограммов урановой руды путем дробления и растворения её в кислоте. В 1898 году Мария Кюри обнаружила, что торий обладает теми же радиоактивными свойствами, что и уран. Затем супруги выделили сначала один новый химический элемент, который получил название «полоний» в честь Польши — родины Марии, а затем второй, ещё более радиоактивный — радий. За эти открытия супруги Кюри вместе с Беккерелем были удостоены Нобелевской премии по физике в 1903 году.
В 1903 году английский физик Эрнест Резерфорд дал объяснение появлению новых химических элементов и их связи между собой. Он выдвинул гипотезу о возможности превращения одних химических элементов в другие. Таким образом, в результате атомного превращения образуется вещество совершенно нового вида, полностью отличное по своим физическим и химическим свойствам от первоначального вещества.

### Внутренняя структура атома (1903—1932)
В 1910 году Резерфорд впервые представил внутреннюю структуру атома: положительно заряженное ядро, вокруг которого вращаются отрицательно заряженные частицы. Датскому физику Нильсу Бору в 1913 году, используя квантовую теорию Макса Планка, удалось объяснить, что электроны не падают на ядро из-за притяжения, а остаются на заданном уровне.
Ирен и Фредерик Жолио-Кюри обнаружили, что при бомбардировке атомов бериллия альфа-частицами, если между бериллием и детектором помещать пластинку водородсодержащего вещества, наблюдаемый уровень радиации увеличивается почти вдвое. Супруги Жолио-Кюри объяснили возникновение этого эффекта тем, что проникающая радиация выбивает отдельные атомы водорода, придавая им огромную скорость. Англичанин Джеймс Чедвик в 1932 году дал окончательное объяснение этому феномену, открыв существование в атоме нейтронов — незаряженных частиц, наряду с протонами.

### Открытие ядерной энергии (1932—1939)

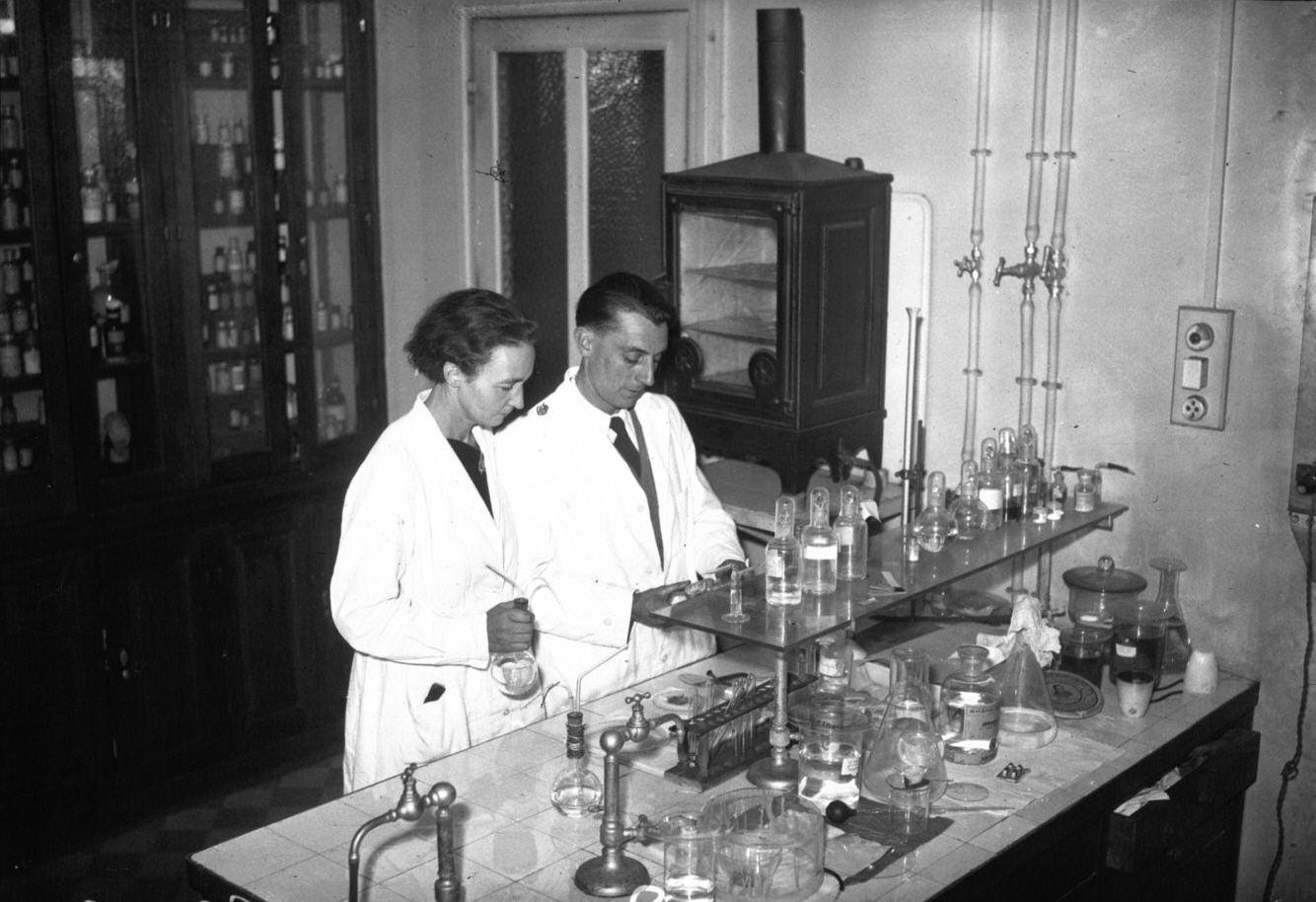
Ирен и Фредерик Жолио-Кюри в лаборатории, 1935 год.

Работы Ирен и Фредерика Жолио-Кюри были пионерскими в ядерной физике. В конце 1933 года, бомбардируя алюминиевую фольгу источником полония, супруги продемонстрировали образование радиоактивного фосфора-30, изотопа природного фосфора-30. Из этого они сделали вывод, что можно производить путем облучения элементы, имеющие те же свойства, что и природные элементы, но при этом являющиеся радиоактивными. Это даёт широкие возможности для применения радиоактивных элементов, в частности, в медицине. За это открытие в 1935 году супруги получили Нобелевскую премию по химии.

#### Цепная реакция
В 1934 году итальянский физик Энрико Ферми обнаружил, что замедленные нейтроны (например, в парафине) имеют гораздо большую эффективность при бомбардировке атомов, чем обычные нейтроны. Это дало возможность использовать в ядерных установках «замедляющие» материалы, такие, как тяжёлая вода.
В европейских физических лабораториях шли эксперименты по бомбардировке атомных ядер. В Швеции в 1938 году такие эксперименты проводят физики-эмигранты из нацистской Германии, Лиза Мейтнер и Отто Фриш, стремясь объяснить выделение ядерной энергии с помощью явления ядерного деления.
В феврале 1939 года Н.Бор отметил тот факт, что из двух изотопов, содержащихся в природном уране: уран-238 и уран-235, только уран-235 является «делящимся». Этот изотоп встречается намного реже, чем уран-238, его распространённость составляет 0,72 %.
В апреле 1939 года четверо французских исследователей — Фредерик Жолио-Кюри, Ганс фон Хальбан, Лев Коварский и Франсис Перрен — установили возможность цепной ядерной реакции и производства атомной энергии. Незадолго до своих американских конкурентов они опубликовали в журнале Nature фундаментальную статью о своих исследованиях, где показали, что расщепление ядра урана сопровождается испусканием 3,5 нейтронов (по точным данным — 2,4), которые, в свою очередь, могут расщеплять другие ядра. порождая, таким образом, цепную реакцию.

#### Три французских патента

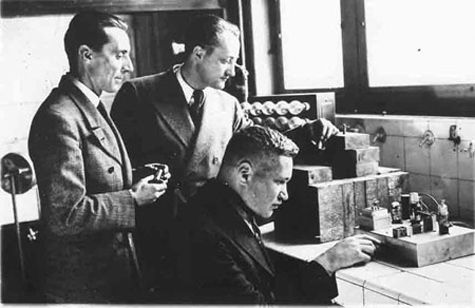
Фредерик Жолио-Кюри (слева), Ханс Хальбан и Лев Коварский (сидит). 1933

В начале мая 1939 года «четвёрка» Ф. Жолио-Кюри подала заявку на три патента: первые два касались производства энергии из урана, а третий, секретный, — усовершенствования зарядов взрывчатых веществ. Ф.Жолио-Кюри, убеждённый в перспективах использования атомной энергии в мирных и военных целях в начале осени 1939 года встретился с министром вооружения Франции Раулем Дотри. Министр полностью поддержал Жолио-Кюри в отношении производства взрывчатых веществ и в вопросах будущего развития атомной энергетики.
В июле 1939 года эксперименты по выделению энергии с помощью цепной реакции начались в лаборатории Коллеж де Франс и были продолжены в Лаборатории атомного синтеза в Иври-сюр-Сен под Парижем. Эта лаборатория была создана правительством Народного фронта под эгидой Национального центра научных исследований (CNRS), который приобрёл лаборатории у компании General Electro-Ceramic Company. Чтобы внедрить на производстве запатентованные технологии, Ф. Жолио-Кюри создал сеть промышленных предприятий, в частности, в рамках соглашения между CNRS и Горнопромышленным союзом Верхней Катанги (фр. Union Minière du Haut Katanga), который владел урановыми рудниками в Бельгийском Конго.
Осенью 1939 года группа Ф. Жолио-Кюри поняла, что у Франции недостаточно средств для обогащения природного урана его делящимся изотопом (ураном-235), и обратилась к использованию тяжёлой воды как замедлителя нейтронов. В феврале 1940 года по запросу Коллеж де Франс министр вооружения Рауль Дотри отправил Жака Алье с секретной миссией в Норвегию, чтобы получить запас тяжёлой воды у компании Norsk Hydro (часть акций компании принадлежала французским акционерам), которая поставляла тяжёлую воду нацистской Германии.

### Приостановка исследований во Франции (1940—1945)

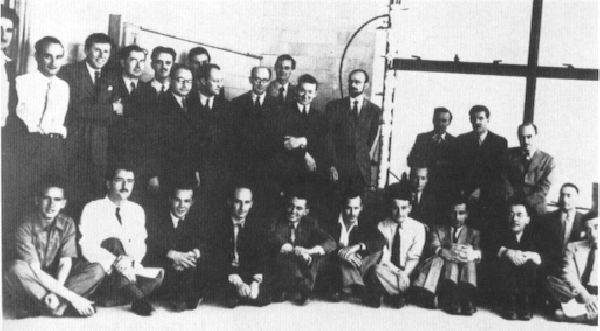
Сотрудники Монреальская лаборатория, среди них — Ханс Хальбан, Пьер Оже и Бертран Голдшмидт, 1944 год.

Вторжение Германии во Францию в мае 1940 года привело к остановке исследований. В начале июня лаборатория Жолио-Кюри в спешке перебралась из Парижа в Клермон-Ферран, но война уже была проиграна. 18 июня 1940 года, когда лидер «Сражающейся Франции» генерал де Голль выступил со своим знаменитым лондонским радиообращением, Ханс Хальбан и Лев Коварский бежали через Бордо в Великобританию, вывезя с собой запас тяжёлой воды. Запасы урана были укрыты в Марокко и Франции. Фредерик Жолио-Кюри остался во Франции, поскольку его жена Ирен была больна, во время оккупации вернулся на свой пост в Коллеж де Франс, но отказался сотрудничать с нацистами, а в 1943 году вступил в движение Сопротивления.
Сотрудники группы Жолио-Кюри, бежавшие в Великобританию, передали союзникам свои наработки, но не были допущены к участию в американской ядерной программе как по экономическим (три патента, защищавшие приоритет французских разработчиков), так и по политическим причинам (недоверие к де Голлю и Жолио-Кюри). Французские учёные были изолированы сначала в Кавендишской лаборатории в Кембридже, а затем, с конца 1942 года — в Монреальской лаборатории, где работали в англо-канадской исследовательской группе. Их работы военного периода впоследствии имели решающее значение для возобновления французских ядерных исследований.
После вступления США во вторую мировую войну в декабре 1941 года в Нью-Йорке было открыто представительство «Сражающейся Франции», где работал известный общественный деятель Луи Рапкин, помогавший учёным и деятелям культуры эвакуироваться из оккупированной Франции в США. Благодаря этому ряд французских учёных-эмигрантов, среди которых были Пьер Оже, Жюль Герон и Бертран Гольдшмидт, смог участвовать в англо-канадском проекте, возглавляемом Хальбаном, но не в американских проектах, поскольку отказались принять американское гражданство.

#### Освобождённая Франция отброшена в исследованиях
19 августа 1943 года США и Великобритания заключили секретное Квебекское соглашение, объединив свои ядерные программы (Tube Alloys и «Манхэттенский проект»). Премьер-министр Великобритании У. Черчилль отметил по этому поводу: «При любых обстоятельствах наша политика должна заключаться в том, чтобы держать вопрос, насколько мы можем его контролировать, в руках американцев и британцев и позволять французам и русским делать лишь то, что они могут». В рамках этого соглашения Великобритания 23 марта 1944 года подписала соглашение с правительством Бельгии в изгнании в Лондоне, согласно которому добыча урана в Бельгийском Конго переходила под британский контроль, что сделало недействительным договор Бельгии с CNRS 1939 года.
11 июля 1944 года в Оттаве, во французском консульстве, Герон, Оже и Гольдшмидт проинформировали генерала де Голля об американской ядерной программе и возможности создания ядерного оружия. Эта информация подтвердила то, что де Голль уже знал по этой проблеме. Сразу после освобождения Парижа в августе 1944 года группа французских учёных, в том числе Оже, вернулась из Монреаля во Францию вопреки давлению американцев. Британские власти отказались от этого, поскольку в этом случае им пришлось бы договариваться с де Голлем, который мог потребовать поделиться атомными секретами или сблизиться с СССР. Затем англичане предприняли попытки манипулировать Жолио-Кюри, к которому прислушивался де Голль, преувеличивая трудности, связанные с изготовлением бомбы, заверяя учёного, что они будут сотрудничать. В апреле 1945 года 1-я французская армия заняла ряд городов Германии, в которых размещались объекты немецкой ядерной программы, но их опередили участники американской миссии «Алсос», которые вывезли в США оборудование, в частности атомный реактор из Хайгерлоха и учёных — участников ядерной программы третьего рейха.
Таким образом, к окончанию войны французская ядерная программа была лишена источников сырья и поддержки союзников, в связи с чем могла быть реализована только собственными силами. Ситуацию усугубляло то обстоятельство, что Шарль Тийон, занимавший пост министра вооружения в трёх послевоенных правительствах Франции (до конца 1946 года), был членом компартии Франции.

## Формирование военной ядерной программы (1945—1958)

### Положение Франции в конце Второй мировой войны
Ещё в мае 1945 года Рауль Дотри (тогдашний министр реконструкции и градостроительства Временного правительства) сообщил де Голлю, что атомная энергетика принесет пользу восстановлению страны, а также национальной обороне. После бомбардировок Хиросимы и Нагасаки 6 и 9 августа 1945 года значение ядерного оружия стало очевидно мировому сообществу. В связи с этим 31 августа де Голль предложил Р.Дотри и Ф.Жолио-Кюри начать формирование атомной промышленности, способной создать атомную бомбу, хотя при этом не считал, что Франции нужно торопиться с созданием собственного ядерного оружия.

Что касается атомной бомбы, у нас есть время. Я не убежден, что в этом мире нужно очень быстро применять атомные бомбы.— Шарль де Голль,  октябрь 1945 года
18 октября 1945 года Постановлением 45-2563 был создан Комиссариат по атомной энергии (CEA). Этот орган, который подчиняется непосредственно премьер-министру, предназначен для проведения научных и технических исследований с целью использования ядерной энергии в различных областях промышленности, науки и обороны. Первые два человека, руководившие CEA — Фредерик Жолио-Кюри, как верховный комиссар по научным и техническим вопросам, и Дотри, как генеральный администратор.
Не следует переоценивать значение, которое во Франции придавалось военной ядерной программе в 1945 году, поскольку приоритет отдавался восстановлению страны: «Я министр восстановления, а не разрушения», — говорил Дотри. В этом контексте и под влиянием Ф.Жолио-Кюри (пацифиста и члена компартии Франции) в CEA сформировалось негативное отношение к ядерному оружию. Если в эйфории от победы союзников Жолио-Кюри заявил: «Я сделаю вам, мой генерал, вашу бомбу», то, став верховным комиссаром СЕА, он быстро изменил позицию, стремясь, чтобы Франция отстаивала запрет на производство ядерного оружия и его запрет на глобальном уровне. Эта политическая позиция была подтверждена 25 июня 1946 года послом Александром Пароди на первой комиссии ООН по атомной энергии и стала официальной позицией Четвёртой республики.
17 мая 1946 года Департамент исследований и производства вооружений создал в Верноне лабораторию баллистических и аэродинамических исследований (LRBA) на бывшем предприятии по производству снарядов, созданном разработчиком артиллерийских снарядов Эдгаром Брандтом и национализированном в 1936 году. В этой лаборатории работало более 150 пленных немецких специалистов, занятых в нацистской Германии разработками ракеты Фау-2.

### Zoe, первый французский атомный реактор (1948)

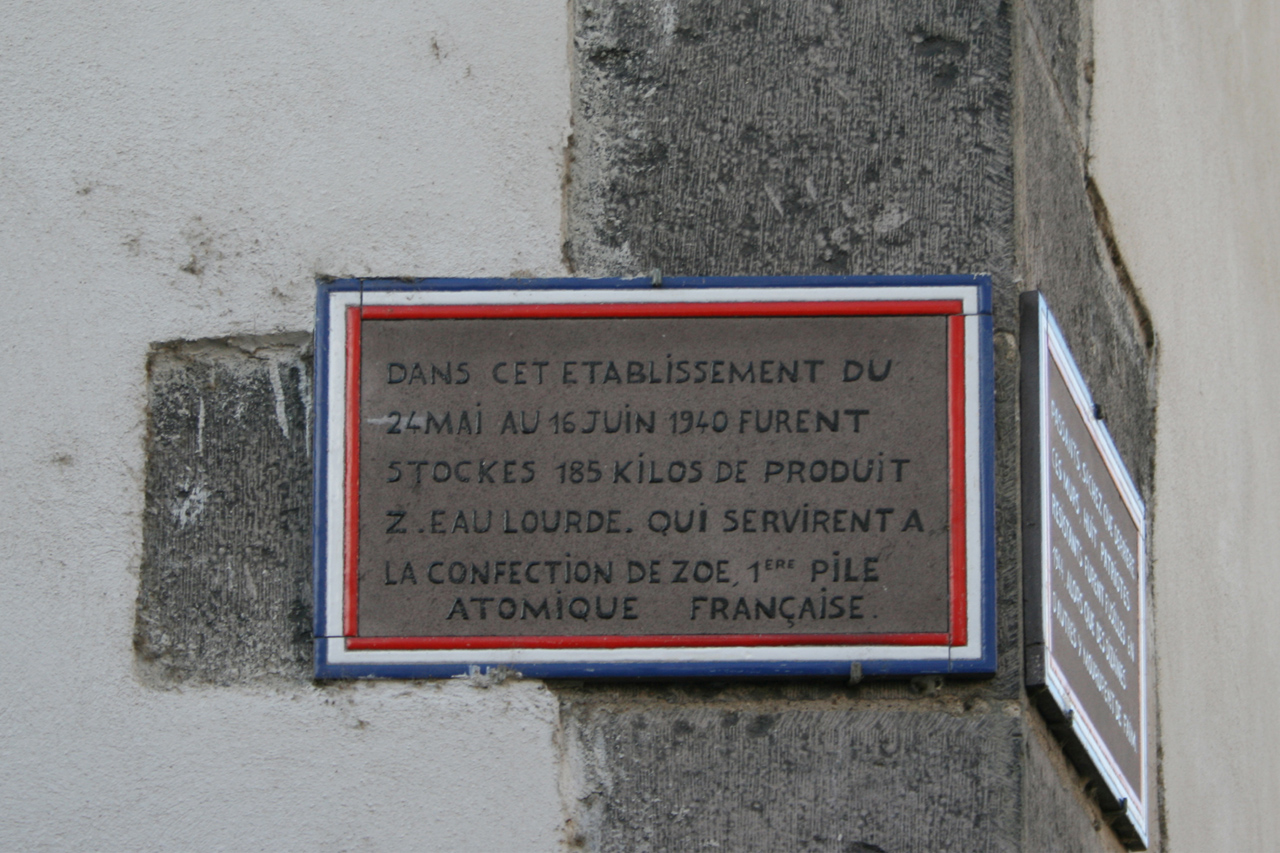
Памятная доска на хранилище топлива первого французского атомного реактора

8 марта 1946 года форт Шатийон в городе Фонтене-о-Роз был передан в ведение CEA, который соорудил в нём первый французский атомный реактор, вступивший в строй 15 декабря 1948 года. Реактор получил название ZOE (Z — нулевая энергия (фр. zéro énergie), O — оксид урана (фр. oxyde d'uranium) и E — тяжёлая вода (фр. eau lourde)). В этом реакторе использовалось ядерное топливо из оксида природного урана, в качестве замедлителя — тяжелая вода. Реактор вырабатывал всего несколько киловатт энергии, но с его помощью можно было исследовать ядерные реакции и производить радиоэлементы для исследований и промышленности.
Операции по обогащению урановой руды, доставленной из Африки, проводились на заводе в Поудрери-дю-Буше, департамент Эсон. Бертран Гольдшмидт и его команда выделили там первые четыре миллиграмма французского плутония 20 ноября 1949 года. Это стало знаковой вехой в истории французской атомной промышленности, поскольку отработанное ядерное топливо из реактора ZOE могло быть использовано для получения плутония, необходимого для создания атомной бомбы.
В 1949 году началось сооружение ядерного центра Сакле. В 1952 году был введен в эксплуатацию ускоритель заряженных частиц, и запущен второй реактор на тяжёлой воде — EL2, предназначенный для экспериментов в области физики и металлургии, а также для производства искусственных радиоактивных элементов.

### Конец пацифистской позиции (1950—1954)
Начало «холодной войны» и взрыв первой советской атомной бомбы в 1949 году привели к тому, что Франция больше не придерживалась пацифистской позиции CEA. После того как Фредерик Жолио-Кюри выступил инициатором Стокгольмского воззвания о запрещении атомного оружия, принятого на сессии Постоянного комитета Всемирного конгресса сторонников мира в марте 1950 года, он был вынужден уйти из СЕА 28 апреля 1950 года. Правительство Франции напомнило в этой связи, что CEA также отвечал за национальную оборону.
Однако вопрос об атомном вооружении Франции при этом официально не ставился. Первый пятилетний план развития ядерной энергетики, подготовленный Феликсом Гайяром (в то время статс-секретарём кабинета Антуана Пине) и принятый Национальным собранием в июне 1952 года, был направлен на долгосрочное развитие ядерной энергетики и прежде всего — на решение проблемы дефицита энергии во Франции. 18 марта 1955 года Ф.Гайяр был назначен председателем Координационной комиссии по атомной энергии. Компартия Франции предложила в Национальном собрании поправку, запрещающую Франции производить атомное оружие, но подавляющее большинство депутатов её отвергло. Даже некоторые противники военного использования ядерной энергии (например, социалист Жюль Мок) проголосовали против этой поправки на том основании, что не должно быть такого запрета в одностороннем порядке.

### Создание ядерного центра в Маркуле
Поскольку у CEA не было технических и финансовых ресурсов для обогащения природного урана его делящимся изотопом — ураном-235, Франция не могла разрабатывать водо-водяные ядерные реакторы (PWR) и производить ядерное оружие с их использованием. Поэтому Франция (как и ранее — Великобритания) пошла по пути использования технологии UNGG. Это тип реактора, где качестве замедлителя использовался графит, роль теплоносителя выполнял углекислый газ, а в качестве ядерного топлива — природный металлический уран. Помимо электроэнергии, эти реакторы способны производить плутоний в достаточно больших количествах для реализации военной программы или выступать в качестве реактора-размножителя.

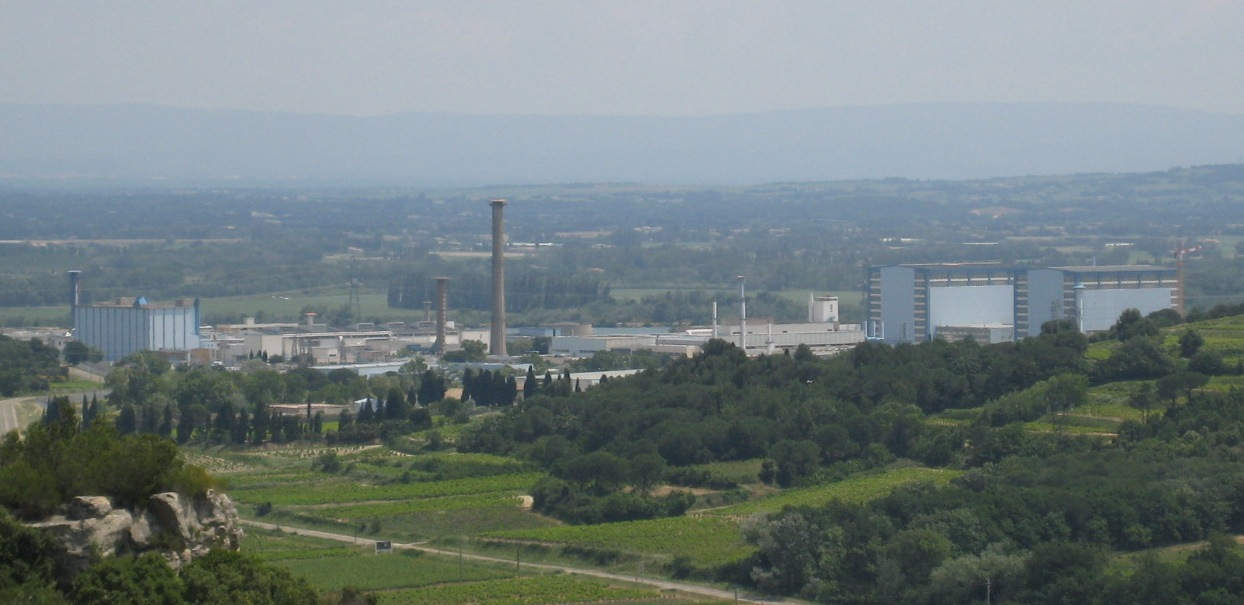
Вид на ядерный исследовательский центр Маркуль. Реакторы G2 и G3 находятся справа.

План Гайяра предусматривал строительство двух ядерных реакторов к 1955 году, позже был построен третий. Первый реактор (G1) был запущен 7 января 1956 года в ядерном центре Маркуль. Это был реактор с воздушным охлаждением ограниченной мощности (40 МВт), который производил меньше электроэнергии, чем потреблял. Следующие два реактора, G2 (1958 год) и G3 (1959 год) были более мощными (150 МВт) и стали ведущими реакторами типа UNGG.
В связи с ростом потребностей в топливе для ядерных реакторов, были открыты новые урановые рудники в Вандее на участке Флериэ, в Мортань-сюр-Севр, и в Форе в дополнение к уже действующим в Лимузене. К концу 1956 года добыча урановой руды составила 175 тонн.

### Факторы создания атомной бомбы
Пятилетний план развития ядерной энергетики 1952 года фактически открывал Франции путь для создания собственной ядерной бомбы, но политическое решение о её производстве в тот момент не было принято. Использование ядерной энергии в военных целях фактически не рассматривалось Францией до 1954 года в силу следующих причин:
- поражение французских войск при Дьенбьенфу (март 1954 года). Столкнувшись с окружением французских войск в Дьенбьенфу, Специальный комитет обороны обратился к США с просьбой применить атомное оружие, но Белый дом проигнорировал эту просьбу. Таким образом, оказалось, что военный союз с США не может полностью гарантировать интересы Франции;
- планировавшееся создание Европейского оборонительного сообщества (EDC), которое должно было иметь общие органы управления и единый военный бюджет 6 западноевропейских государств (Франция, ФРГ, Италия, Бельгия, Нидерланды и Люксембург), при этом государства-члены не имели права осуществлять независимую военную ядерную программу. Договор о его создании был подписан 27 мая 1952 года, но так и не вступил в силу. Вместо него был сформирован Западноевропейский союз;
- изменение стратегии НАТО, принятие на вооружение так называемой доктрины массированного возмездия. В этом контексте в сентябре 1954 года начальники штабов французских армий проголосовали за интегрирование в НАТО национального атомного оружия.

В то же время в марте 1954 года генерал Поль Эли заявил министру обороны Рене Плевену о важности ядерного оружия для власти. Генерал основывался на мнении начальников штабов, оценке возможностей CEA и ресурсах плутония, предусмотренных пятилетним планом 1952 года. Эли рекомендовал принятие следующих мер:
- включить в штат CEA кадровых военных;
- увеличить бюджет CEA и передать его под контроль министерства обороны;
- создать специальный совместный военный комитет.

Дополнительным фактором в пользу создания собственного ядерного оружия стал взрыв первой британской ядерной бомбы 3 октября 1952 года, который поставил под сомнение лидерство Франции в Европе.

### Принятие решения о создании ядерного оружия (1954—1958)
Правительство Мендес-Франса высказалось в пользу создания французской военной ядерной программы после отклонения Национальным собранием решения о создании Европейского оборонительного сообщества, состоявшегося 30 августа 1954 года. Премьер-министр П.Мендес-Франс 26 октября того же года подписал секретный указ о создании Высшей комиссии по военному применению атомной энергии (CSMEA). 4 ноября он подписал ещё один секретный указ о создании Комитета по ядерным взрывным устройствам (CNE). В отличие от CNE, CSMEA никогда не собиралась. CNE, как и CEA, находился под непосредственным контролем премьер-министра.
24 декабря 1954 года CNE передал П.Мендес-Франсу проект военной ядерной программы, который предусматривал :
- строительство двух ядерных реакторов типа G2 для производства от 70 до 80 кг плутония в год;
- создание Управления общих исследований (BEG) для создания научно-технических групп и управления ими;
- создание испытательного центра по разработке измерительных приборов для использования в реальных испытаниях;
- создание испытательного центра в Сахаре (Ин-Экер[фр.]);
- создание постоянной сети мониторинга ядерных испытаний;
- изучение разделения изотопов.

26 декабря 1954 года П.Мендес-Франс созвал совещание экспертов по вопросу военной ядерной программы. Решения совещания были, по-видимому, таковы:
- осуществить секретный запуск программы производства ядерного оружия;
- запустить программу строительства атомных подводных лодок;
- передать проект постановления в правительство.

Это последнее решение так и не было представлено из-за ухода в отставку кабинета Мендес-Франса 5 февраля 1955 года.

#### Роль Пьера Мендес-Франса
В 1970-е годы П.Мендес-Франс отрицал свою роль в запуске национальной ядерной программы: по его оценкам, это был лишь шаг к созданию атомной бомбы, и, если бы он оставался на посту премьер-министра, он мог бы свободно принять решение как за, так и против производства атомной бомбы. Решение, принятые в декабре 1954 года, по мнению экс-премьера, было исключительно политическим с целью оказать давление на СССР и США, чтобы они отказались от ядерных испытаний, сохраняя при этом возможность для Франции реализовать собственную военную ядерную программу.
Фактически же П.Мендес-Франс в конце 1954 года открыл путь для реализации французской военной ядерной программы, даже если это было дипломатическим оружием для будущих переговоров. Представляется, что его заявления 1970-х годов связаны исключительно с внутриполитическими целями, поскольку его электорат был в основном пацифистски настроен.

#### Роль Комиссариата по атомной энергии
28 декабря 1954 года в CEA было создано специальное подразделение — BEG, предшественник Департамента военных разработок. 1 марта 1955 года генерал Альберт Бушале взял на себя управление BEG и получил устный приказ начать производство атомной бомбы, затем 20 мая был подписан секретный протокол между вооружёнными силами Франции и СЕА, который был назначен генеральным подрядчиком разработки атомного оружия. Министр по атомной энергии Гастон Палевски увеличил пятилетний бюджет CEA с 40 до 100 миллиардов франков, придав устойчивость военной ядерной программе Франции.
3 июня 1955 года CEA создал Центр взрывных работ в Форт-Вожур (департамент Сен-Сен-Дени), куда привлёк специалистов из Национальной компании по производству пороха и взрывчатых веществ. Кроме того, с конца 1954 года CEA располагал 30 гектарами земли в Брюйер-ле-Шатель (недалеко от Арпажона, департамент Эсон), финансируемых за счет средств Службы внешней документации и контрразведки (SDECE). В июле 1955 года здесь разместился новый Центр ядерных исследований BEG, первая группа учёных прибыла в Центр в июле 1956 года. В 1957 году в Бургундии и Шампани были построены филиалы этих двух центров для проведения исследований нейтронов и наработки критической массы плутония.
Программа разработки атомного оружия находилась под руководством CEA и военные вынуждены были подчиняться руководству Комиссариата. Только в 1958 году по приказу де Голля (премьер-министра в то время), инженеры атомного отдела Департамента исследований и производства вооружений (DEFA) присоединились к BEG. Именно они нашли способ нейтронного инициирования, которое было использовано в испытании атомной бомбы в феврале 1960 года.

Исследования ядерных взрывчатых веществ начаты и будут продолжаться.— Премьер-министр Ги Молле перед Национальным собранием, 11 июля 1956 г.
Во время Суэцкого кризиса 1956 года СССР стал первой страной, которая применила атомный шантаж, а председатель Совета министров СССР Николай Булганин угрожал Франции и Великобритании самыми решительными мерами, вплоть до применения межконтинентальных ракет с ядерными боеголовками. Кроме того, в конце 1956 года премьер-министр Ги Молле решил ускорить французскую ядерную программу.
Важным шагом стало решение Ф.Гайяра 11 апреля 1958 года, предписывающее подготовку первой серии экспериментальных ядерных взрывов, которые предполагалось произвести в первом квартале 1960 года в алжирской Сахаре. Это решение было подтверждено де Голлем, который возглавил правительство в июне.
Соглашение между министерствами финансов и обороны Франции 30 ноября 1956 года предусматривало, что СEА построит завод по обогащению урана, что было официально утверждено в июле 1957 года на парламентском голосовании по второму пятилетнему плану развития атомной энергии. Работы на военном заводе в Пьерлате (департамент Дром) начались в 1960 году, а первая партия обогащенного урана была получен в январе 1964 года.

## Официальное оформление военной ядерной программы (1958)

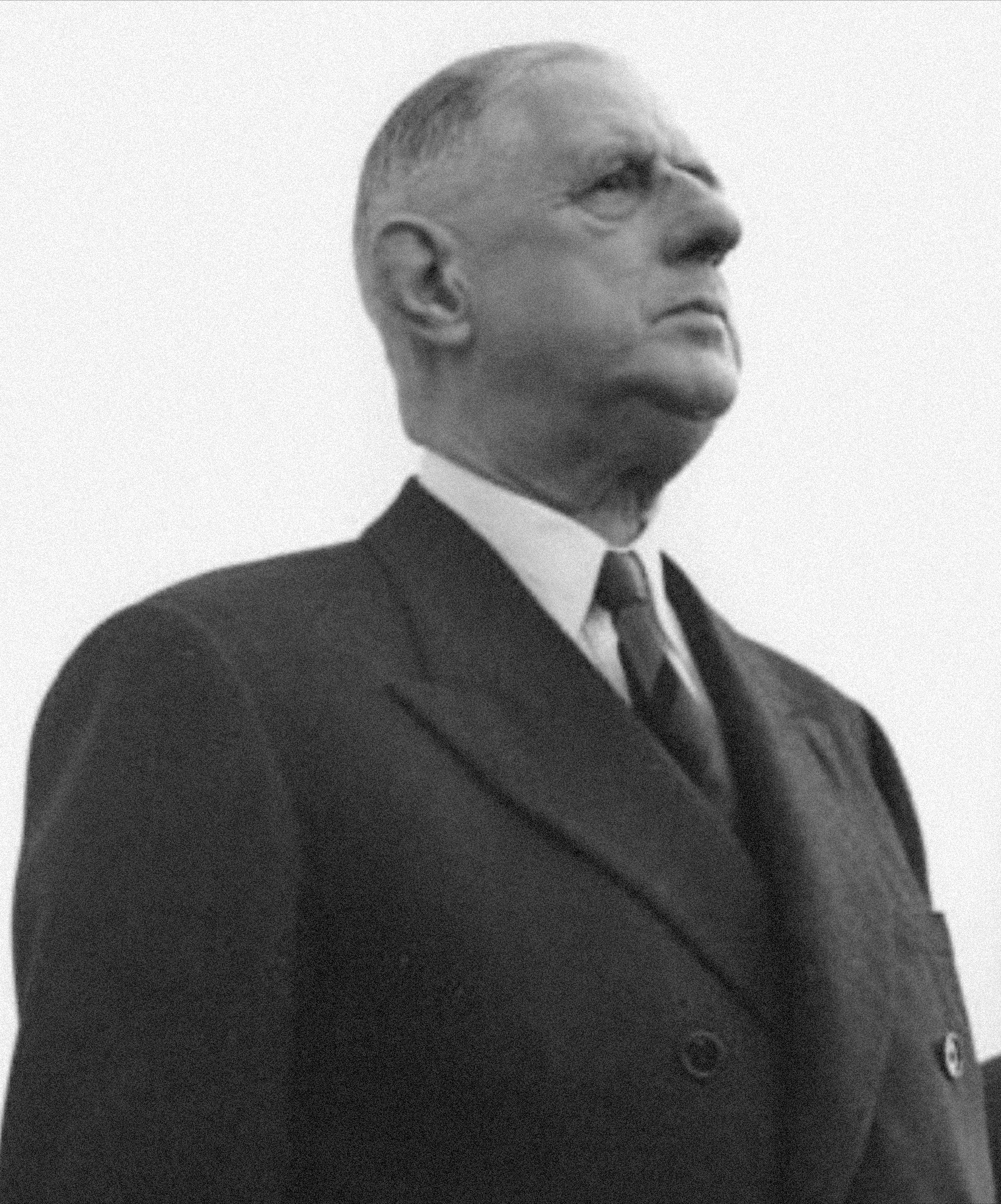
Де Голль в 1961 году

В 1955 году французской ядерной программе был выделен конкретный бюджет, что сделало её жизнеспособной. Но до 1958 года премьер-министры Франции (Пьер Мендес-Франс, Эдгар Фор, Ги Молле) вели двойственную политику в отношении военной ядерной программы. Окончательное политическое решение было принято в 1958 году де Голлем, возглавившим правительство 1 июня 1958 года. 5 июля де Голль предупредил госсекретаря США Джона Даллеса: «Мы далеко позади вас [но] одно можно сказать наверняка: у нас будет атомное оружие».

### От Четвёртой к Пятой республике
Во времена Четвёртой республики будущее французское ядерное оружие рассматривалось французскими политиками как составная часть вооружений НАТО. При Пятой республике де Голль утверждает право Франции делать всё «как хозяйка своей политики и по собственному почину». Как отмечал де Голль, «Американское ядерное оружие остается важнейшей гарантией мира во всем мире. […] Но факт остается фактом: американская ядерная держава не обязательно и немедленно реагирует на все события, касающиеся Европы и Франции».

## Программа ядерных испытаний (1960—1996)

### Первые испытания в Алжире (1960—1966)

#### Воздушные испытания в Реггане
Первое французское ядерное испытание — «Синий тушканчик» — было проведено 13 февраля 1960 года на полигоне в центре алжирской Сахары, на плато Танезруфт близ Реггана, в 600 километрах к югу от Бешара. Два других испытания («Белый тушканчик» и «Красный тушканчик») были проведены в том же году. Годовой отчет CEA за 1960 год показывает наличие загрязненной зоны длиной около 150 км.
Сразу после путча генералов 23 апреля 1961 года («алжирского путча») французское правительство отдало приказ о проведении ядерного взрыва 25 апреля («Зелёный тушканчик»), чтобы ядерное устройство не попало в руки генералов-путчистов.

#### Подземные испытания в Ахаггаре
После проведения первых ядерных испытаний в атмосфере руководство страны приняло решение перейти к подземным испытаниям, которые наносят меньший ущерб окружающей среде. Для проведения подземных испытаний было выбрано место также в алжирской Сахаре, к югу от Реггана, примерно в 150 км к северу от города Таманрассета. Взрывы производились в шахтах, вырытых горизонтально в гранитном массиве Ахаггар. Эти шахты заканчивались винтовой лестницей и закрывались бетонной плитой, что должно было обеспечивать радиационную защиту местности.
Первое подземное ядерное испытание под кодовым названием «Агат» Франция провела 7 ноября 1961 года. Во время второго подземного испытания под кодовым названием «Берилл» 1 мая 1962 года произошла утечка радиации, и 9 военнослужащих получили облучение порядка 600 миллизиверт.
С ноября 1961 года по февраль 1966 года в Ахаггаре было проведено 13 ядерных испытаний, 4 из которых сопровождались инцидентами («Берилл», «Аметист», «Рубин», «Нефрит»). После 1966 года, согласно Эвианским соглашениям, Франция прекратила ядерные испытания в Сахаре и переместила их во Французскую Полинезию.

### Тихоокеанский экспериментальный центр (1966—1996)

#### Воздушные испытания

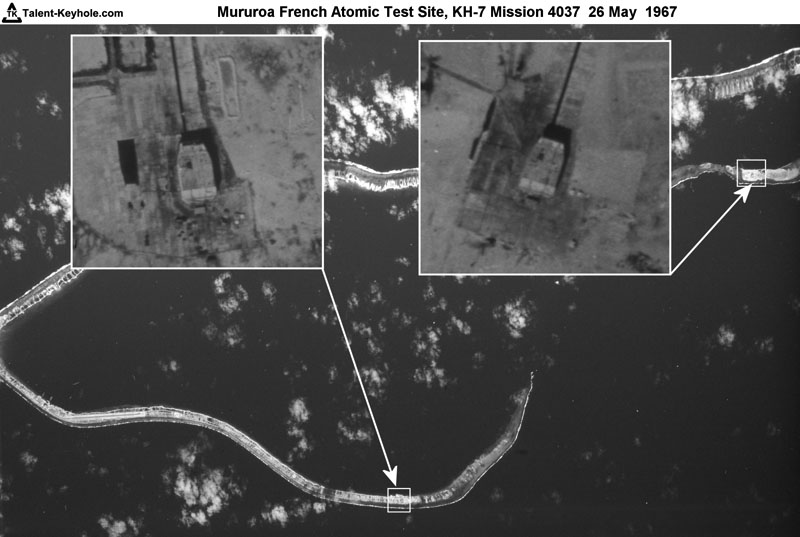
Вид на бункеры с взрывными устройствами на атолле Муруроа с американского разведывательного спутника KH-7, 26 мая 1967 года

2 июля 1966 года на атолле Муруроа во Французской Полинезии состоялось первое воздушное ядерное испытание. Два года спустя, 24 августа 1968 года, состоялось первое испытание французской водородной бомбы на атолле Фангатауфа под кодовым названием операция «Канопус». В общей сложности Франция провела в Полинезии 46 воздушных ядерных испытаний с использованием нескольких методов:
- надводный, с помощью баржи
- сброс с самолёта
- подрыв на аэростате
- проверка безопасности, чтобы убедиться, что бомбы не взрываются, пока они не воспламенятся. В принципе, эти испытания не вызывают взрыва.

После испытания под кодовым названием «Кентавр» на атолле Муруроа 17 июля 1974 года радиоактивное облако дошло до острова Таити. После этого, с 1975 года Франция вернулась к подземным ядерным испытаниям.

#### Возвращение к подземным испытаниям
С 1975 по 1996 год Франция провела в Полинезии 146 подземных испытаний в шахтах и под лагунами атоллов Муруроа и Фангатауфа.
6 августа 1985 года был подписан Договор Раротонга, в соответствии с которым южная часть Тихого океана была объявлена безъядерной зоной. Франция первоначально не присоединилась к договору, а подписала его лишь 25 марта 1996 года, а ратифицировала 10 сентября 1996 года. После ядерного испытания 15 июля 1991 года президент Франсуа Миттеран 8 апреля 1992 года установил однолетний мораторий на испытания, который впоследствии был продлён. 13 июня 1995 года президент Жак Ширак нарушил мораторий и приказал провести последнюю кампанию ядерных испытаний в Тихом океане. Целью этой кампании был сбор научно-технических данных, которые позволили бы осуществлять последующие испытания путём компьютерного моделирования.
Цикл из шести последних ядерных испытаний завершился испытанием 27 января 1996 года на Фангатауфе.

## Развитие стратегических ядерных сил (1960-)

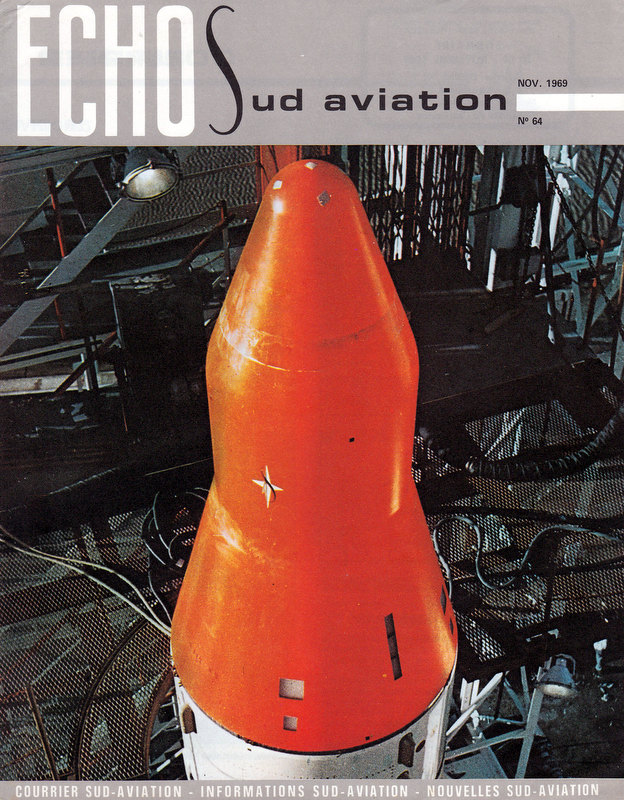
Обложка 64-го выпуска бюллетеня Échos Sud-Aviation (ноябрь 1969) с фотографией прототипа боевого блока БРПЛ M-1.

Вернувшись к власти в 1958 году, де Голль ещё не имел чётко сформулированной доктрины в отношении военной ядерной программы страны. В своих выступлениях конца 1950-х он формулировал лишь общие принципы этой доктрины. Так, выступая 3 ноября 1959 года на конференции в одном из военных училищ, он отметил, что военная независимость страны основана на «ударных силах, которые могут быть развёрнуты в любое время и в любом месте. Само собой разумеется, что в основе этих сил будет атомное оружие».
В 1959 году была создана Компания по изучению и производству баллистических ракет (SEREB) — генеральный подрядчик будущих систем вооружения Стратегических ядерных сил (СЯС). Год спустя SEREB совместно с компаниями Nord Aviation и Sud Aviation разработала программы производства баллистических ракет, известные как «Драгоценные камни». Эти программы были предназначены для разработки технологий, необходимых для создания СЯС. Также в 1959 году во время авиасалона Ле-Бурже де Голлю был продемонстрирован первый бомбардировщик Mirage IV, построенный компанией Dassault.
В 1960 году было проведено первое ядерное испытание в Алжирской Сахаре, а с 1961 года в Объединённом центре специальных испытаний в Бешаре (Алжир) начались лётные испытания ракеты «Агат», первой из серии «Драгоценные камни».

### Стратегия «от слабого к сильному»
Наличие собственного ядерного оружия в какой-то мере гарантировало Франции «стратегическую автономию», но в то же время она не могла сравниться с ядерными сверхдержавами по мощи ядерного арсенала, поэтому всегда была вынуждена полагаться на американские гарантии своей безопасности. Французское ядерное оружие могло послужить своего рода «детонатором» в случае ядерной войны, вынудив американского президента помочь своим союзникам. США как оператор объединённого натовского командования были бы вынуждены консультироваться с Франции при принятии военных решений, подтверждая тем самым статус Франции как великой державы, чего добивался де Голль. Но статус великой ядерной державы подразумевал и наличие соответствующего ядерного арсенала. Как выразился впоследствии Жак Ширак, «мы не хотим оставлять кому-либо монополию на ту или иную категорию оружия». В то же время стоимость программы ядерного вооружения уровня сверхдержав была неподъёмна для экономики Франции.
При президентстве де Голля в 1963 году в Франции была разработана доктрина немедленного и тотального ядерного ответа, вдохновлённая американской доктриной массированного возмездия, была определена. Эта доктрина «достаточности» в трёх пунктах противоречит американской доктрине гибкого реагирования Р. Макнамары, принятой администрацией Д. Кеннеди в 1961 году:
- с 1961 года будущие стратегические воздушные силы[фр.] Франции получили возможность «нанести СССР значительный урон, составляющий примерно 50 % его экономического потенциала»;
- приоритет отдаётся стратегии «антигорода», связанной с идеей сдерживания «от слабых к сильным», которая считается «самой сдерживающей и наименее дорогой для такой средней державы, как Франция». Эта стратегия отказывается ограничивать разрушение противостоящими наступательными средствами (стратегия «противодействия силе»), что гипотетически ведёт к ядерной войне против материковой Франции, которую последняя не может выдержать;
- Стратегические воздушные силы Франции должны быть в состоянии нанести противнику ущерб при любых обстоятельствах, включая нанесение ответного «второго удара», и не требует наличия средств раннего предупреждения, таких как АВАКС или система раннего обнаружения баллистических ракет[англ.], в частности потому, что главный противник (Советский Союз) чётко обозначен[75].

### Мираж IV (1964)

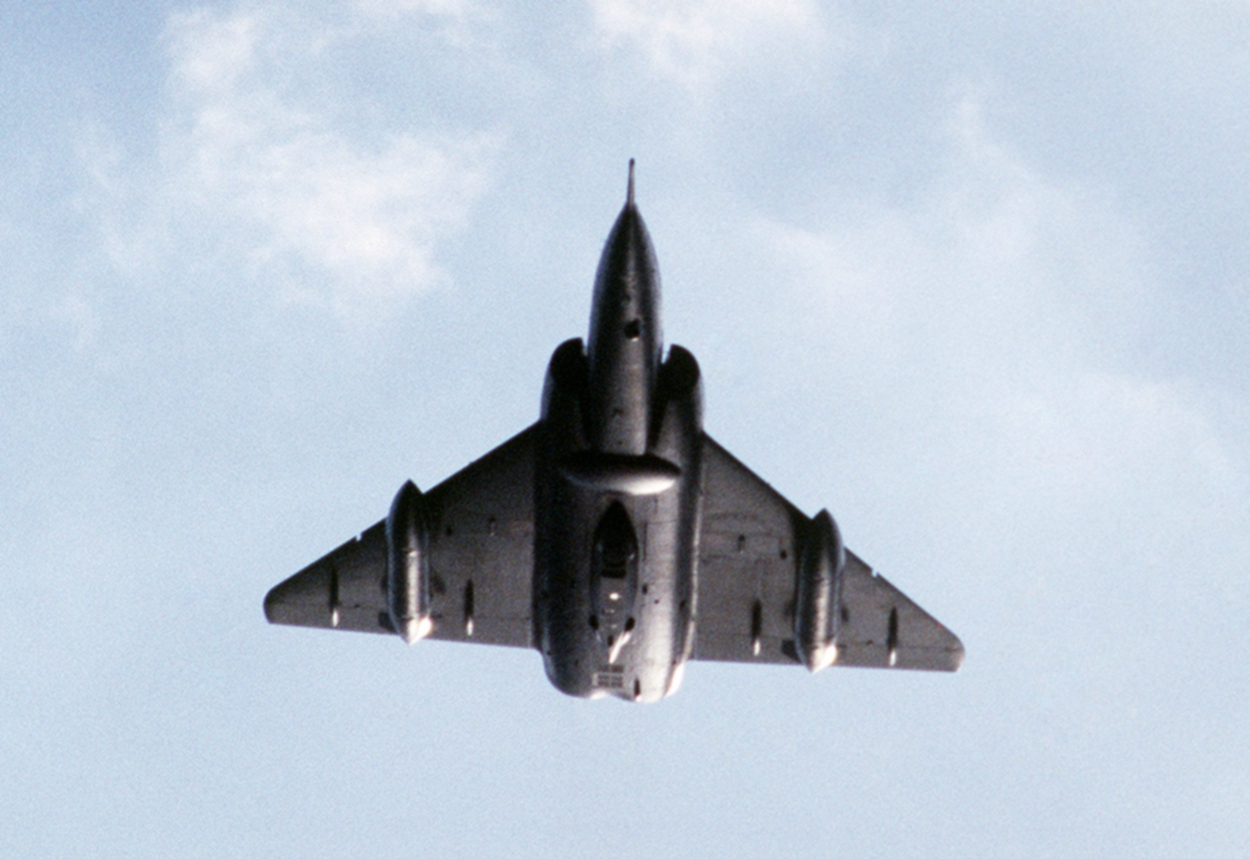
Мираж IV из бомбардировочной эскадрильи EB 1/91 «Гасконь», базирующейся на Авиабаза 118 ВВС Франции (Мон-де-Марсан) (Мон-де-Марсан), 1986 год.

14 января 1964 года были созданы Стратегические ВВС Франции, что означало де-факто начало французского ядерного сдерживания. В феврале на вооружение ВВС поступили первые «Мираж IV» и самолёт-заправщик «КС-135Ф». В октябре того же года на авиабазе в Мон-де-Марсан был проведён первый тренировочный полёт самолёта «Мираж IV», вооружённого атомной бомбой AN-11, и самолёта-заправщика KC-135F. Таким образом, в строй вступила «триада» из ядерного оружия (AN-11), бомбардировщиков (Мираж IV) и самолётов-заправщиков.
Весной 1966 года был полностью укомплектован первый компонент сил сдерживания в составе 9 эскадрилий «Мираж IV». В 1973 году в состоянии боевой готовности находилось 60 «Миражей-IV», разбросанных по девяти базам.

### Стратегическая ядерная триада (1971)

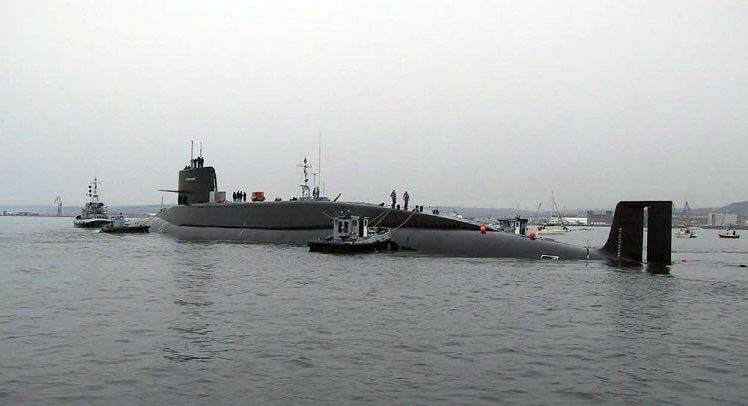
Le Redoutable, первый французский ракетный подводный крейсер стратегического назначения

В 1963 году руководство Франции сделало ставку на создание, наряду с имеющейся воздушной, двух других компонентов стратегической ядерной триады — наземного и морского, включающих:
- ракеты класса «земля-земля», запускаемые из шахт (S2[фр.]);
- ракеты класса «море-земля», запускаемые с атомных подводных лодок (БРПЛ).

Первые партия из 9 ракет S2 была размещены на 200-й авиабазе (Ап-Сен-Кристоль) (плато Альбион) 2 августа 1971 года, вторая партия — 23 апреля 1971 года.
1 декабря 1971 года поступила на вооружение первый ПЛАРБ «Редутабль». За ним последовало ещё пять, введённых в эксплуатацию в период с 1973 по 1985 годы.

### Тактическое ядерное оружие (1972)

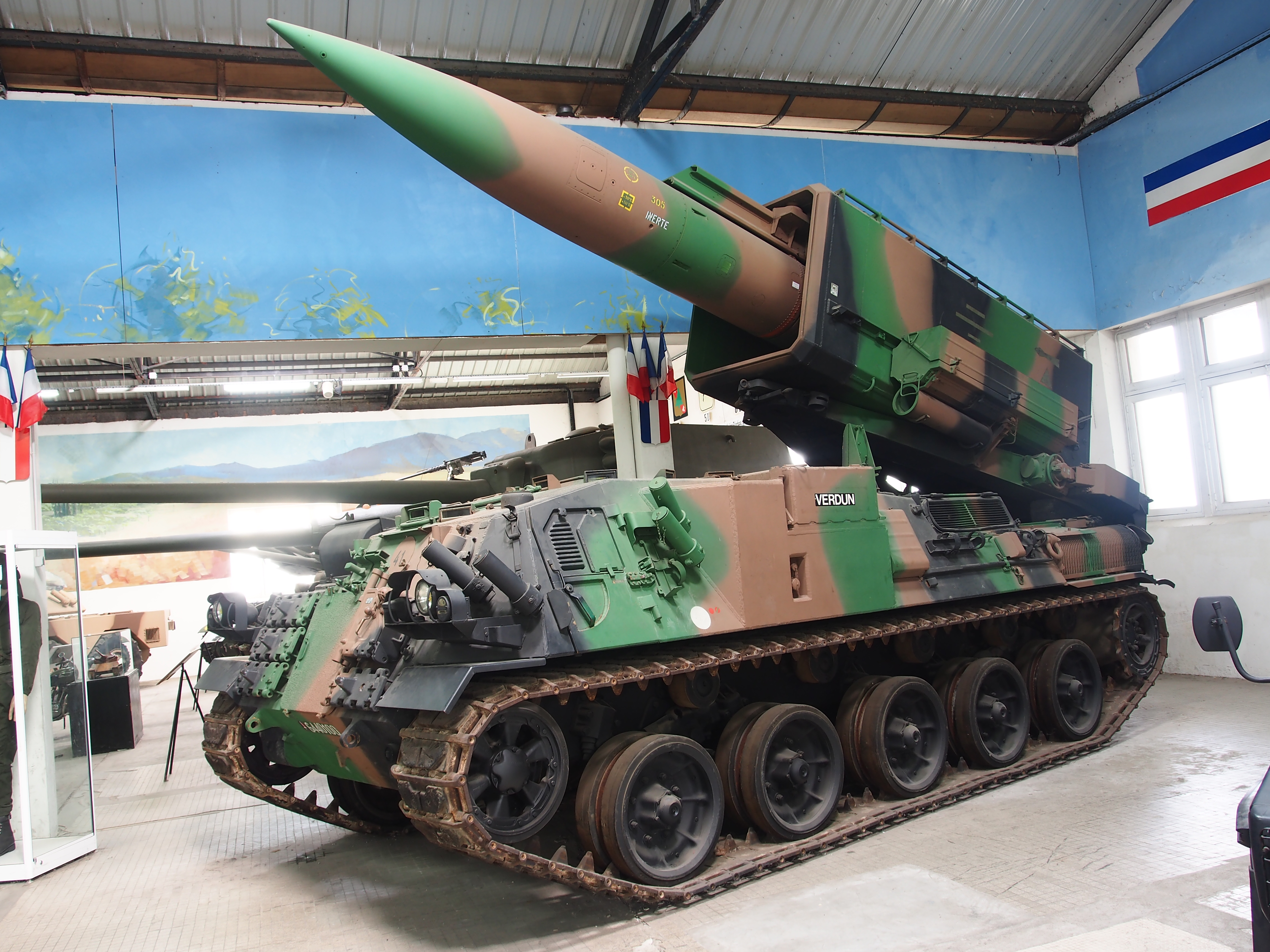
Плутон (оперативно-тактическая ракета) в Музей бронетехники (Сомюр), Сомюр.

После выхода Франции из военной структуры НАТО в 1966 году и вывода с территории Франции американских ракет с ядерными боеголовками Honest John, размещение французского тактического ядерного оружия должно было заполнить образовавшуюся «брешь». Точная роль французского тактического ядерного оружия была установлена только во время президентства Ф.Миттерана. Тогда это тактическое оружие было названо «достратегическим», поскольку оно могло использоваться в качестве «последнего предупреждения» для противника в случае вторжения, перед нанесением стратегического ядерного удара.
В октябре 1972 года две эскадрильи истребителей-бомбардировщиков Мираж IIIE из 4-го авиаполка тактических ВВС были оснащены тактическим ядерным оружием — бомбами AN-52. 1 октября 1974 года две эскадрильи истребителей-бомбардировщиков SEPECAT Jaguar 7-го истребительного авиаполка были официально объявлены носителями ядерного оружия. 1 января 1981 года к ним присоединилась третья эскадрилья. Одна эскадрилья прекратит размещение ядерного оружия с 31 июля 1989 года, а последние две — 31 августа 1996 года.
1 мая 1974 года на вооружение французской армии поступил первый из пяти полков оперативно-тактических ракетных комплексов «Плутон».
10 декабря 1978 года французский авианосец «Клемансо» был оснащён специальным помещением для размещения четырёх или пяти ядерных боеприпасов AN-52, которые могли быть использованы сверхзвуковыми палубными штурмовиками «Супер этандар». Авианосец «Фош», в свою очередь, был приспособлен для применения ядерного оружия 15 июня 1981 года.

### Третья ядерная держава в мире (1980)

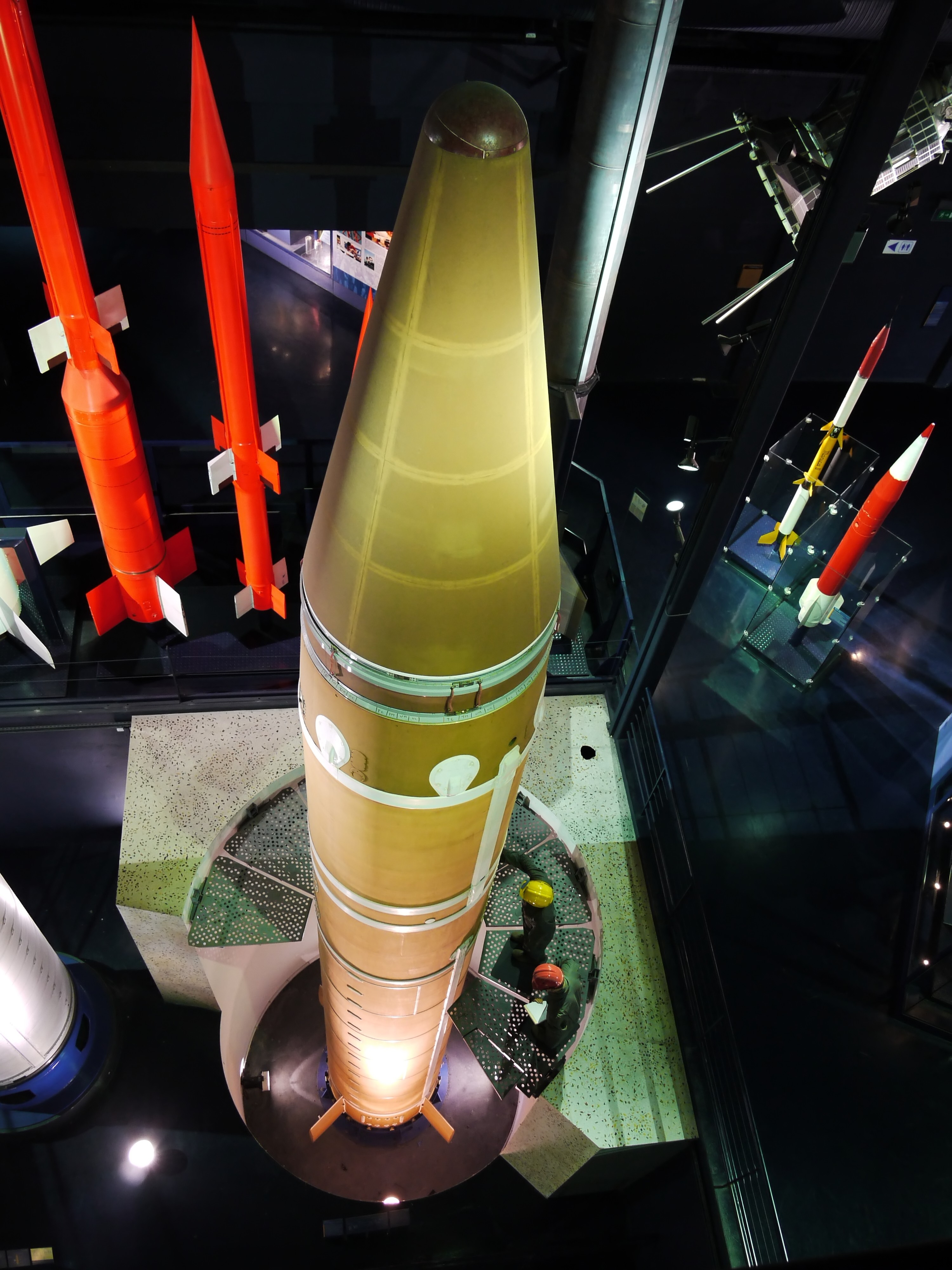
Ракета S3 в экспозиции музея авиации и космонавтики в Ле Бурже.

В течение 1980-х годов Стратегические ядерные силы(СЯС) Франции достигли максимальной мощности. Ядерный арсенал страны насчитывал более 500 ядерных боеголовок, распределенных между видами вооружённых сил следующим образом:
- основной компонент СЯС — 64 баллистические ракеты, часть из которых (M4) была оснащена РГЧ ИП. Ракеты M4 были размещены на 6 ПЛАРБ типа «Редутабль», базировавшихся на базе ВМФ Франции Иль-Лонг[фр.] в гавани Бреста. По состоянию на ноябрь 1987 года общий потенциал размещенных там ракет составлял 300 боеголовок с суммарным зарядом 44 мегатонны в тротиловом эквиваленте[83];
- 18 баллистических ракет S3[фр.] в шахтах на авиабазе 200 Апт-Сен-Кристоль на плато Альбион, первая из которых была принята на вооружение 1 июня 1980 года;
- 30 ракетных комплексов «Плутон» в пяти артиллерийских полках сухопутных войск (впоследствии заменены ракетами «Гадес[фр.]»);
- около шестидесяти ракет класса «воздух-земля», оснащённых атомными бомбами АN-52, которые могли быть использованы на самолётах «Мираж IV» (в 1983 на боевом дежурстве ВВС Франции было 34 таких самолёта[84]) и SEPECAT Jaguar, а также на, базировавшихся на авианосцах.

По оценкам Бюллетеня ученых-атомщиков, максимальное количество ядерных боеголовок, находившихся на вооружении СЯС ФРанции, составляло 540 единиц (1992 год), а в общей сложности с 1964 года их было произведено 1260 единиц.

### Сокращение и модернизация ядерного арсенала (с 1991)
С 1988 года, во время президентства Ф. Миттерана, началось сокращение французского ядерного арсенала. Для начала пять эскадрилий «Мираж-III» и Jaguar были заменены тремя эскадрильями Мираж 2000. 11 сентября 1991 года Миттеран объявил о досрочном снятии с вооружения ракетных комплексов «Плутон», последние из них были выведены из строя 31 августа 1993 года. Ракеты «Плутон» были в ограниченном количестве заменены ракетами «Гадес».
8 апреля 1992 года Миттеран объявил мораторий на ядерные испытания, но 13 июня 1995 года Жак Ширак, сменивший Миттерана на посту президента, заявил о новой программе ядерных испытаний, согласно которой с сентября 1995 года по январь 1996 года должно быть проведено восемь испытаний. что вызвало обширные протесты мировой общественности. После проведения шестого испытания из восьми запланированных, состоявшегося 27 января 1996 года на атолле Фангатауфа в Полинезии, Ширак объявил, что Франция прекращает ядерные испытания. В общей сложности Франция произвела 210 ядерных испытаний, начиная с 1960 года. 24 сентября 1996 года Франция подписала Договор о всеобъемлющем запрещении ядерных испытаний (ДВЗЯИ) и демонтировала свою испытательную базу в Полинезии. Национальное собрание Франции ратифицировало ДВЗЯИ 6 апреля 1998 года, тем самым обязав Францию никогда больше не проводить ядерных испытаний.
В 1996 году компонент СЯС Франции в составе ракет «земля-земля» был демонтирован (ликвидировано 18 ракетных шахт на плато Альбион в Воклюзе и 30 ракетных комплексов «Гадес», размещённых в департаменте Мёрт и Мозель). Баллистические ракеты с ядерными боеголовками типа «море-земля» и «воздух-земля» остаются на вооружении, но с уменьшенным числом носителей. В рамках новой стратегии строгой достаточности «Мираж IV» утратил стратегическую роль, а 6 ПЛАРБ типа «Редутабль» заменены 4 подводными атомными ракетоносцами нового поколения класса «Триумфан». Президент Николя Саркози продолжил эту политику, расформировав одну из трёх эскадрилий «Мираж 2000».
Таким образом, к началу XXI века Франция почти вдвое сократила свой ядерный арсенал, но продолжает его модернизацию. Поскольку полномасштабные испытания ядерных устройств в соответствии с условиями ДВЗЯИ невозможны, надёжность ядерных боеголовок определяется путём компьютерного моделирования ядерных взрывов.